# Gare de Great Yarmouth
La gare de Great Yarmouth est une gare ferroviaire britannique de la Wherry Lines, lignes de Norwich à Great Yarmouth, via Acle ou Reedham, située au point de confluence des rivières Yare et Bure au nord-ouest de la ville balnéaire de Great Yarmouth dans le comté du Norfolk à l'est de Angleterre.

## Situation ferroviaire
Établie à 2 mètres d'altitude, la gare en impasse de Great Yarmouth, est située au point kilométrique (PK) 10,34 de la Wherry Lines : ligne de Brundall à Great Yarmouth via Acle, après la gare d'Acle et au PK 20,45 de la Wherry Lines : ligne de Brundall à Great Yarmouth via Reedham, après la gare de Berney Arms .

## Histoire
La gare d'origine de Yarmouth est mise en service le 1er mai 1844 par la Compagnie du chemin de fer de Yarmouth à Norwich (en anglais : Yarmouth & Norwich Railway (Y&NR)), lorsqu'elle ouvre à l'exploitation sa ligne de Yarmouth à Norwich.